# 아시아나에어포트
아시아나에어포트(주)(ASIANA AIRPORT, INC.)는 공항서비스를 제공하는 대한민국의 지상조업사로 한진그룹의 계열사이다. 1988년 2월 17일에 창립하여 아시아나항공을 비롯해 30여개의 외국항공사에 지상조업ㆍ화물조업ㆍ항공기 급유 등을 전문적으로 서비스하고 있다. 본사는 서울특별시 강서구 하늘길 170-1 에 위치하고 있으며, 인천국제공항을 중심으로 김포, 부산, 제주국제공항의 4개 지점과 광주, 진주, 무안, 여수공항의 4개 영업소를 운영하고 있다. 2011년 4월에 항공기 운항정비업에 진출하였고, 2012년 9월에는 인천국제공항 급유시설 운영권을 인천국제공항공사로부터 낙찰받아 2012년 10월부터 운영중이다.
2024년 11월 모기업인 아시아나항공이 대한항공과의 합병을 진행함에 따라 아시아나항공은 2026년에 소멸 및 역사속으로 사라질 예정이다. 자회사로 있는 아시아나에어포트는 한국공항과 통합 지상조업사로 합병될 예정이다. 모든 합병이 완료되면 아시아나에어포트도 소멸될 예정이다.

## 주요 연혁
- 1988. 02 (주)금호공항 설립
- 1988. 12 아시아나항공 국내선 지상조업 개시(서울-광주 /서울-부산/서울-제주)
- 1989. 12 아시아나항공 국제선 지상조업 개시(한국-일본)
- 1990. 03 (주)아시아나공항으로 사명 변경
- 1990. 04 외항사 지상조업 개시(NWA:노스웨스트항공)
- 1990. 12 항공기 급유업 개시
- 1991. 08 개인전세기 조업 개시
- 1992. 06 화물조업 개시
- 1995. 08 ISO 9002 본심사 및 인증 획득
- 1995. 09 보세구역 설영특허 취득
- 1995. 12 BS7750 본심사 및 인증 획득
- 1996. 09 ISO 14001 인증
- 1998. 01 아시아나공항서비스(주)로 사명 변경
- 1998. 10 서울 AIR SHOW 지상조업 지원
- 1999. 07 KLM TQP SEL CAMPAIGN 수상
- 1999. 12 전국 품질분임조 경진대회 대통령 은상 수상
- 1999. 12 금호고무(주) 합병 및 증자
- 2000. 08 KLM FIVE CROWN 수상
- 2000. 09 NWA 조업품질 우수상 수상
- 2000. 11 OHSAS 18001 인증획득(BVQI)
- 2001. 07 인천시 품질경영대회 우수상 수상
- 2004. 10 미군사우체국 감사장 수상 (GF 수출, 수입)
- 2004. 12 아스공항(주)로 사명 변경
- 2005. 11 부산 APEC 관련 특별기 조업
- 2007. 11 IATA AHM804 인증 취득
- 2008. 09 전국품질경영대회 금상 수상
- 2009. 07 국내 최초 ISAGO 인증 취득
- 2009. 09 노사문화 우수기업 선정 및 노사문화대상 노동부장관상 수상
- 2010. 02 홍콩 드래곤에어 최우수 램프조업상 수상
- 2011. 03 국내 최초 AEO(Authorized Economic Operator)인증 취득
- 2011. 04 항공기 정비업 진출
- 2011. 07 항공안전관리시스템(Safety Management System)승인 취득
- 2011. 10 AMO(Approved Maintenance Organization) 인증 취득
- 2011. 11 녹색경영시스템(Green Management System) 인증 취득
- 2012. 08 새로운 금호아시아나 가치체계 선포
- 2012. 10 인천국제공항 급유시설 운영 개시[1]
- 2013. 08 아시아나에어포트(주)로 사명변경[2]

## 사업 분야
- 지상조업
  - Ramp Service
- 화물조업
  - Cargo Service
  - 인천국제공항 화물 C터미널 운영
- 급유조업
  - Fueling Service
  - 항공유 품질 점검
- 항공기 운항정비
  - Line Maintenance

## 같이 보기
- 아시아나항공 - 모회사
- 티웨이에어서비스 - 경쟁사
- 제이에이에스 - 경쟁사
- 에어코리아 - 경쟁사
- 이스타포트 - 경쟁사